# Ixodes turdus
Ixodes turdus är en fästingart som beskrevs av Koji Nakatsuji 1942. Ixodes turdus ingår i släktet Ixodes och familjen hårda fästingar. Inga underarter finns listade i Catalogue of Life.